# Idrottsföreningen Kamraterna Stockholm
L'Idrottsföreningen Kamraterna Stockholm, meglio noto come IFK Stoccolma, è una squadra di calcio di Stoccolma, in Svezia.
Fondato il 1º febbraio 1895 come IF Kamraterna da due giovani studenti, Louis Zettersten e Pehr Ehnemarkin, fu il primo club in assoluto ad assumere la denominazione IFK, in seguito adottata da molte altre squadre in tutto il territorio nazionale.
A livello sportivo ottenne i maggiori successi agli albori del calcio in Svezia. Nel 1905 la squadra divenne vice campione di Svezia arrivando fino alla finale della Svenska Mästerskapet – coppa che all'epoca metteva in palio il titolo di campione nazionale – salvo poi essere sconfitta per 1-2 dall'Örgryte. In quattro occasioni, tra il 1905 e il 1912, il club vinse la Wicanderska Välgörenhetsskölden, una coppa la cui ultima edizione risale al 1916. Tra il 1903 e il 1908 arrivarono inoltre cinque successi nella Kamratmästerskapen, un torneo riservato esclusivamente a quelle società svedesi appartenenti all'organizzazione "Idrottsföreningen Kamraterna" e che dunque avevano "IFK" nella loro denominazione. Nell'estate 2022, dopo la bancarotta e il fallimento dopo la retrocessione il club viene rifondato ripartendo dalla terza divisione svedese di calcio.

## Palmarès

### Competizioni nazionali
- Wicanderska Välgörenhetsskölden: 4

1905, 1906, 1911, 1912
- Kamratmästerskapen: 5

1903, 1905, 1906, 1907, 1908

### Altri piazzamenti
- Svenska Fotbollspokalen:

Finalista: 1903
- Corinthian Bowl:

Finalista: 1906, 1907
- Kamratmästerskapen:

Finalista: 1911, 1912, 1913, 1914, 1919, 1922
| Controllo di autorità | VIAF (EN) 124908218 |